# Brooklyn Heights (Brooklyn)

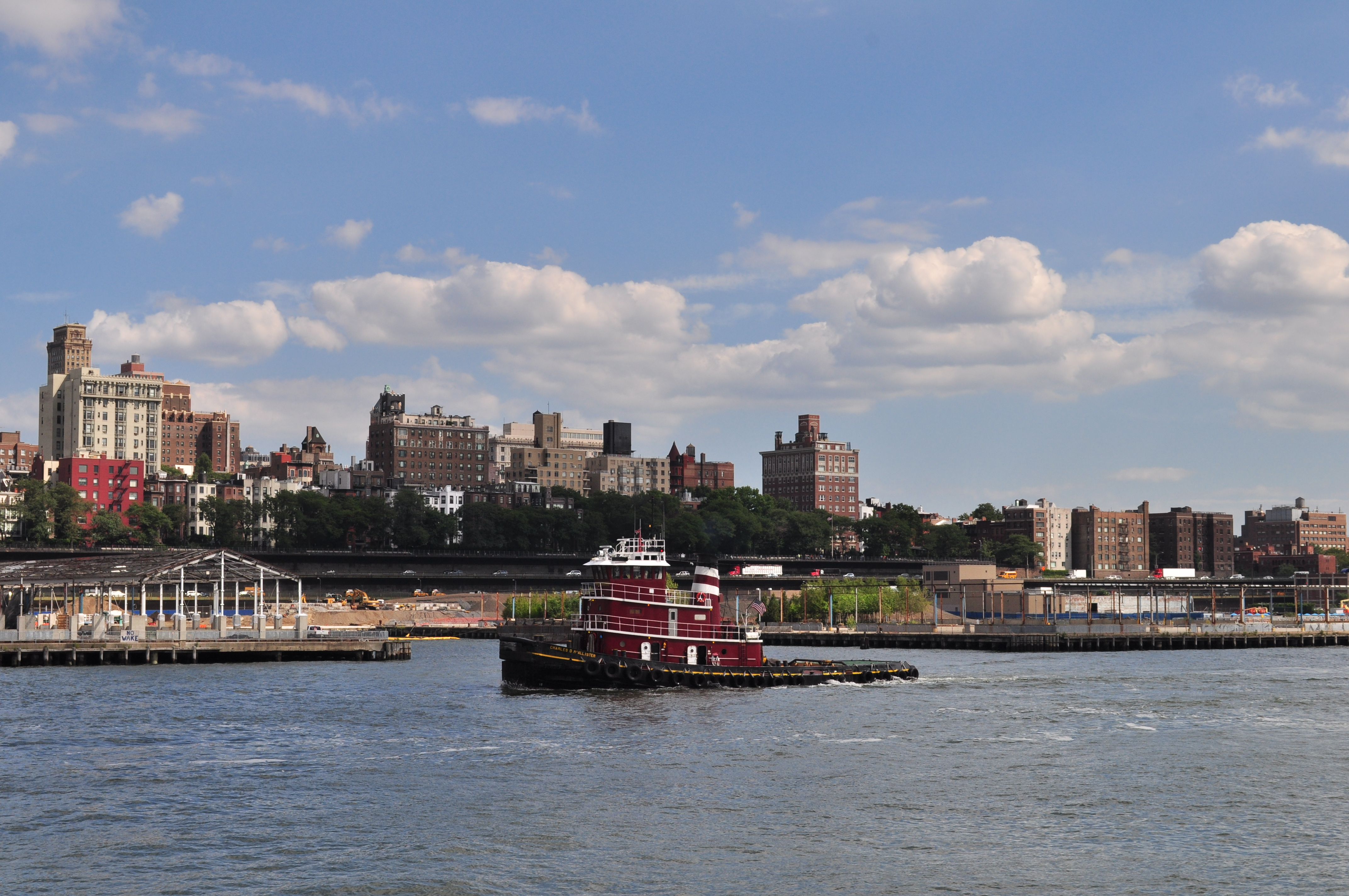
Blick auf Brooklyn Heights 2013, der Brooklyn Bridge Park im Vordergrund befindet sich zu dieser Zeit im Bau

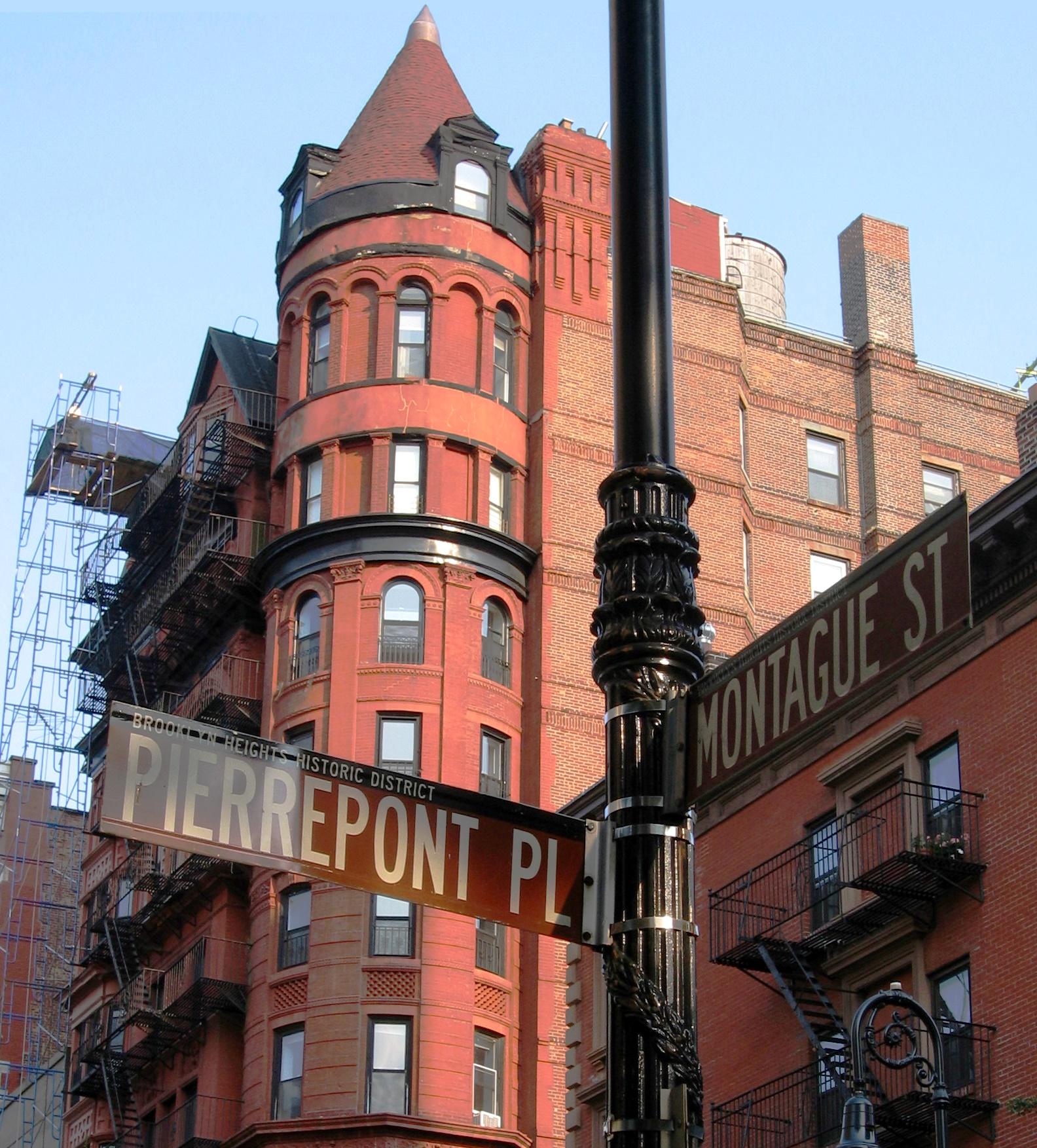
Brooklyn Heights-Architektur

Brooklyn Heights ist ein Stadtteil im Nordwesten des Stadtbezirks Brooklyn in New York City. Auf einer Fläche von 1,04 km² leben 25.092 Menschen (Stand 2020). Brooklyn Heights ist Teil des Brooklyn Community District 2 und gehört zum 84. Bezirk des New Yorker Polizeidepartements. Der Stadtteil wurde 1966 in das National Register of Historic Places aufgenommen.

## Lage
Brooklyn Heights liegt direkt gegenüber vom Financial District in Lower Manhattan. Der Stadtteil erstreckt sich von der Old Fulton Street bei der Brooklyn Bridge Richtung Süden bis zur Atlantic Avenue und vom East River Richtung Osten bis zur Boerum Place und dem Cadman Plaza. Benachbarte Stadtteile sind: Dumbo mit Fulton Ferry im Norden, Downtown Brooklyn im Osten, Cobble Hill und Boerum Hill im Süden. Im Westen befindet sich am East River der Brooklyn Bridge Park, östlich des Parks liegt erhöht die „Brooklyn Heights Promenade“, unter der der Brooklyn–Queens Expressway (Interstate 278) verläuft. Vom Park und der Promenade bietet sich ein unverstellter Blick auf Manhattan. Columbia Heights, eine sechs Blocks lange Straße neben der Brooklyn Heights Promenade, wird manchmal als eigenes Viertel (Nachbarschaft) angesehen. Von Manhattan aus kann Brooklyn Heights leicht mit einer Fähre und mit verschiedenen U-Bahn-Linien erreicht werden.

## Beschreibung

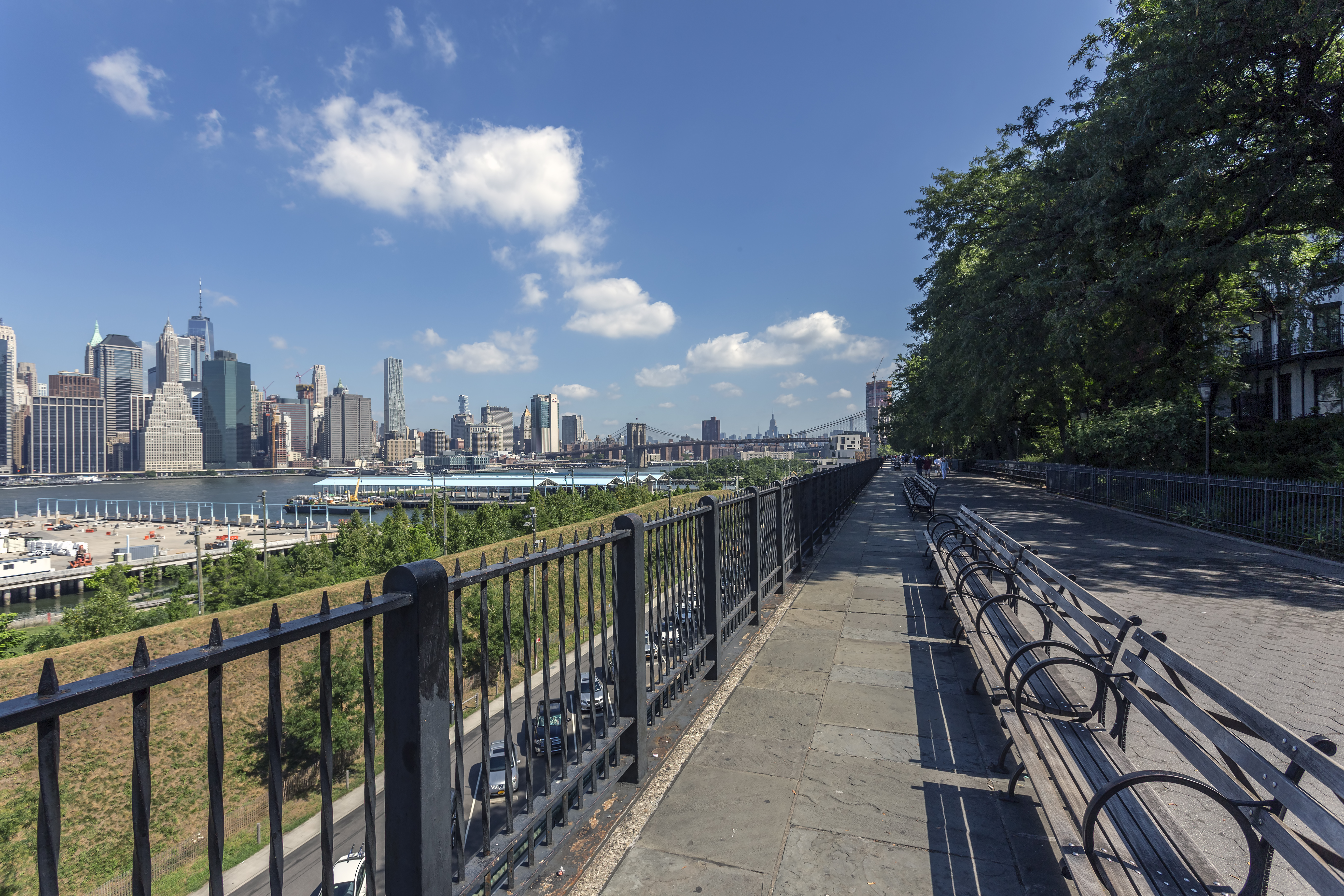
Brooklyn Heights Promenade mit Blick auf Manhattan

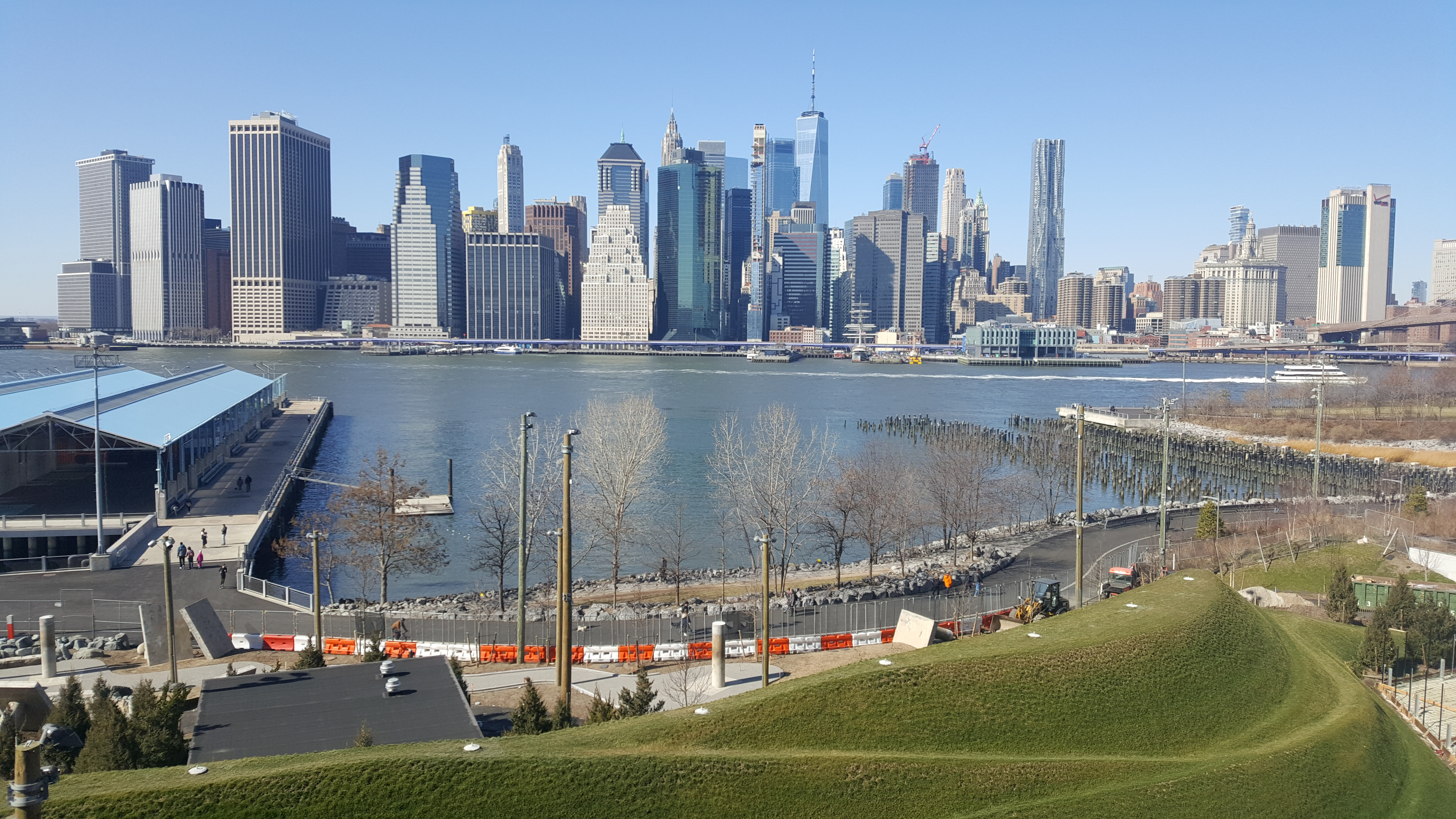
Blick über den Brooklyn Bridge Park auf Lower Manhattan

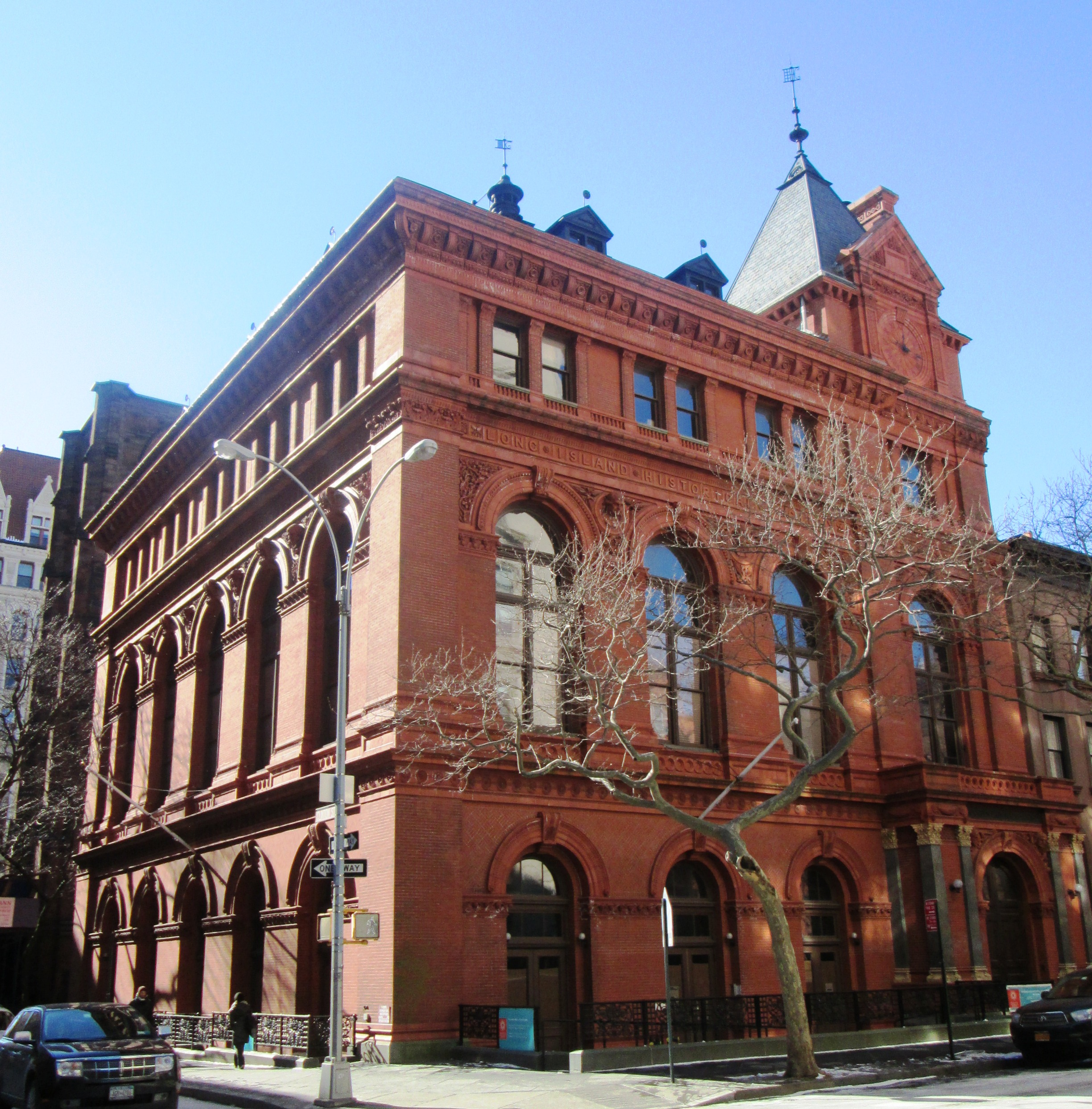
Center for Brooklyn History (CBH), Museum, Bibliothek und Bildungszentrum

Brooklyn Heights liegt auf einem erhöhten Plateau über dem East River. Die einst hier einheimischen Lenape-Indianern nannten das Gebiet „Ihpetonga“ (hohe Sandbank). Bereits ab 1642 verkehrten Fähren über den East River und bedienten die Farmen in der Umgebung. Das Gebiet spielte im Amerikanischen Unabhängigkeitskrieg eine große Rolle, da hier das Hauptquartier von General Washington während der Schlacht um Long Island war. Die Entwicklung von Brooklyn Heights begann 1814 mit der Aufnahme eines regelmäßigen dampfgetriebenen Fährverkehr durch die von Robert Fulton betriebene „New York and Brooklyn Steam Ferry Boat Company“.
1816 wurde das Dorf Brooklyn Heights vom Staat New York gegründet und man legte ein Straßenraster mit Grundstücksgrößen von 8 × 30 Meter an. Durch die günstige Fährverbindung nach Manhattan und die Bereitstellung weiterer Grundstücke, die insbesondere von wohlhabenden Bürgern aus Manhattan erworben wurden, entstand ab 1823 ein Bauboom und die Gemeinde wuchs schnell heran. Sie entwickelte sich zum regen Pendlervorort. Bis 1890 wurde Brooklyn Heights vollständig erschlossen und der Ort wurde zu einem eleganten Viertel und kulturelles und finanzielles Zentrum von Brooklyn. Der Stadtteil ist bekannt für seine niedrige Architektur in verschiedenen Stilrichtungen und seinen vielen Brownstone-Reihenhäuser, die meist vor dem Bürgerkrieg gebaut wurden.
Bis Mitte des 20. Jahrhunderts verblasste der Glanz des Stadtteils mit dem Bau des Brooklyn–Queens–Expressway, von einigen Hochhäusern und den Wegzug vieler Wohlhabender. Durch den Widerstand der Bewohner wurde aber der Bau des Brooklyn–Queens–Expressway mitten durch das Viertel verhindert. Die Schnellstraße verläuft nun auf zwei Ebenen etwas unterhalb der berühmten Brooklyn Heights Promenade. Eine neue Generation von Bewohnern und Hausbesitzern verhinderte auch die weitere Zerstörung der Reihenhäuser und den Bau neuer Hochhäuser, indem sie erreichten, dass der Stadtteil 1965 zum ersten Historic District von New York City ernannt und 1966 in das National Register of Historic Places aufgenommen wurde. Darauf folgte in den folgenden Jahrzehnten die weitere Gentrifizierung des Viertels zu einem attraktiven und bürgerlichen Stadtteil. 2009 begann der Bau des Brooklyn Bridge Parks, der 2020 fertiggestellt war.
In Brooklyn Heights sind noch viele Gebäude ab den 1820er Jahren erhalten geblieben. In den historischen Reihenhäusern wohnten bedeutende Schriftsteller wie W. H. Auden, Truman Capote, Norman Mailer oder Arthur Miller. Auch Bob Dylan lebte einige Zeit in einem Kellergeschoss in der Montague Street. Der Stadtteil gilt heute als supergentrifiziert. Am nahe gelegenen Cadman Plaza ist das Zentrum des öffentlichen Lebens von Brooklyn mit der Borough Hall und Gerichtsgebäuden wie dem Theodore Roosevelt United States Courthouse als Sitz des Bundesbezirksgerichts für den Eastern District of New York und dem von Shreve, Lamb and Harmon entworfenen New York State Supreme Court Building als Sitz des zweiten Bezirks der Appellationsgerichtsbarkeit des Obersten Gerichts des Staates New York.

## Demographie
Laut Volkszählung von 2020 hatte Brooklyn Heights 25.092 Einwohner bei einer Einwohnerdichte von zirka 24.127 Einwohnern pro km². Im Stadtteil lebten 18.446 (73,5 %) Weiße, 2.282 (9,1 %) Asiaten, 1.961 (7,8 %) Hispanics und Latinos, 886 (3,5 %) Afroamerikaner, 161 (0,6 %) andere Ethnien und 297 (1,3 %) aus 1.356 (5,4 %) aus zwei oder mehr Ethnien.

## Verkehr
Mit drei U-Bahnhöfen bietet die New York City Subway direkte Verbindungen nach Manhattan, die in der ersten Hälfte des 20. Jahrhunderts zur weiteren Aufwertung des Stadtteils beitrugen. Es halten (Stand 2022) die Linien 2, 3, 4, 5, A, C, F und <F>, N, R und W.
Busverbindungen bestehen nicht im Brooklyn Heights selbst, sondern in benachbarten Stadtteilen, insbesondere Downtown Brooklyn. Seit 2017 legen die NYC Ferrys am Brooklyn Bridge Park an.

## Wirtschaft und Kultur
Das 1859 gegründete St. Francis College (St. Francis of Brooklyn) hat ihren Sitz in Brooklyn Heights.

## Film und Fernsehen
- Im Thriller Die drei Tage des Condor war das Haus Cranberry Street 9 fiktiver Wohnort der Hauptfigur Kathy Hale, gespielt von Faye Dunaway.
- Die TV-Serie „Die Bill Cosby Show“ hatte ihren Hauptschauplatz in Brooklyn Heights in einen Brownstone-Haus mit einer fiktiven Adresse.
- In Brooklyn Heights spielte die Komödie Mondsüchtig (Moonstruck) mit Cher und Nicolas Cage.

## Persönlichkeiten
In Brooklyn Heights lebten und leben eine Reihe von bekannten Persönlichkeiten (Auswahl):
- Emily Blunt, Schauspielerin (Golden Globe Award)
- Matthew Broderick, Schauspieler
- Ron Chernow, Biograf, Pulitzer-Preisträger
- Penélope Cruz, Schauspielerin (Oscar)
- Matt Damon, Schauspieler (Oscar, Golden Globe Award)
- Bonnie Erickson, Kostümbildnerin (u. a. Muppets)
- Arthur Miller, Autor
- Marilyn Monroe, Model, Schauspielerin
- Gary Oldman, Schauspieler (u. a. Oscar-Gewinner)
- Mary-Louise Parker, Schauspielerin, Autorin (Golden Globe Award)
- Sarah Jessica Parker, Schauspielerin (Emmy Award, Golden Globe Award)
- Joseph Pennell, Maler und Autor
- John Augustus Roebling, Ingenieur (Brooklyn Bridge), geb. in Mühlhausen/Thüringen
- Peter Steele, Musiker
- Louis Zukofsky, Autor